# Константин фон Валдбург-Цайл (политик)
Константин Леополд Карл Франц Вилхелм Кристиан Хуго фон Валдбург-Цайл-Траухбург (на немски: Constantin Leopold Karl Franz Wilhelm Christian Hugo von Waldburg zu Zeil und Trauchburg; * 1 април 1839 в Нойутраухбург, Алгой; † 25 март 1905 в Меран) е граф на Валдбург-Цайл и политик от Вюртемберг.
Той е вторият син син на 3. княз Константин фон Валдбург-Цайл (1807 – 1862) и съпругата му графиня Максимилиана фон Кват цу Викрат и Исни (1813 – 1874), дъщеря на граф Вилхелм Ото Фридрих Алберт фон Кват цу Викрат и Исни (1783 – 1849) и графиня Мария Анна фон Турн-Валсасина (1788 – 1867).
Той посещава от 1857 до 1859 г. университета в Мюнхен и след това пътува до Париж, Виена и Рим. От 1859 до 1862 г. той служи като кавалерия-офицер във войската на Вюртемберг и през 1862 г. с ранг лейтенант става съветник във външното министерство и скоро се оттегля. От 1874 до 1887 г. той е народен представител на „Вюртемберг Център“ и член на Райхстага.

## Фамилия
Константин фон Валдбург-Цайл се жени на 30 септември 1863 г. в Ахлайтен, Долна Австрия, за фрайин Лудвина фон Хруби-Геленж (* 10 ноември 1837, Прага; † 10 януари 1901, Мюнхен). дъщеря на фрайхер Йозеф фон Хруби и Каролина фон Винцингероде. Бракът е бездетен.